# Maomé ibne Ali Alarmani
Maomé ibne Ali Alarmani (Muhammad ibn Ali al-Armani) foi o filho do comandante militar abássida Ali Alarmani (lit. "Ali, o Armênio"), celebrado por liderar várias campanhas contra o Império Bizantino durante seu mandato como Governador de Tarso, de ca. 852/3 a 862. Maomé foi nomeado para o mesmo posto em 872, após o governador nominal Maomé ibne Harune Ataglibi morrer antes de assumir o posto, e manteve-o até ser morto pelos bizantinos em 873.